# Sa Jae-hyouk
Sa Jae-hyouk (in hangŭl: 사재혁; Hongcheon, 29 gennaio 1985) è un sollevatore sudcoreano.

## Palmarès

### Olimpiadi
- 1 medaglia:
  - 1 oro (Pechino 2008 nei -77 kg)

### Mondiali
- 1 medaglia:
  - 1 bronzo (Parigi 2011 nei -77 kg)